# Тенсіометр

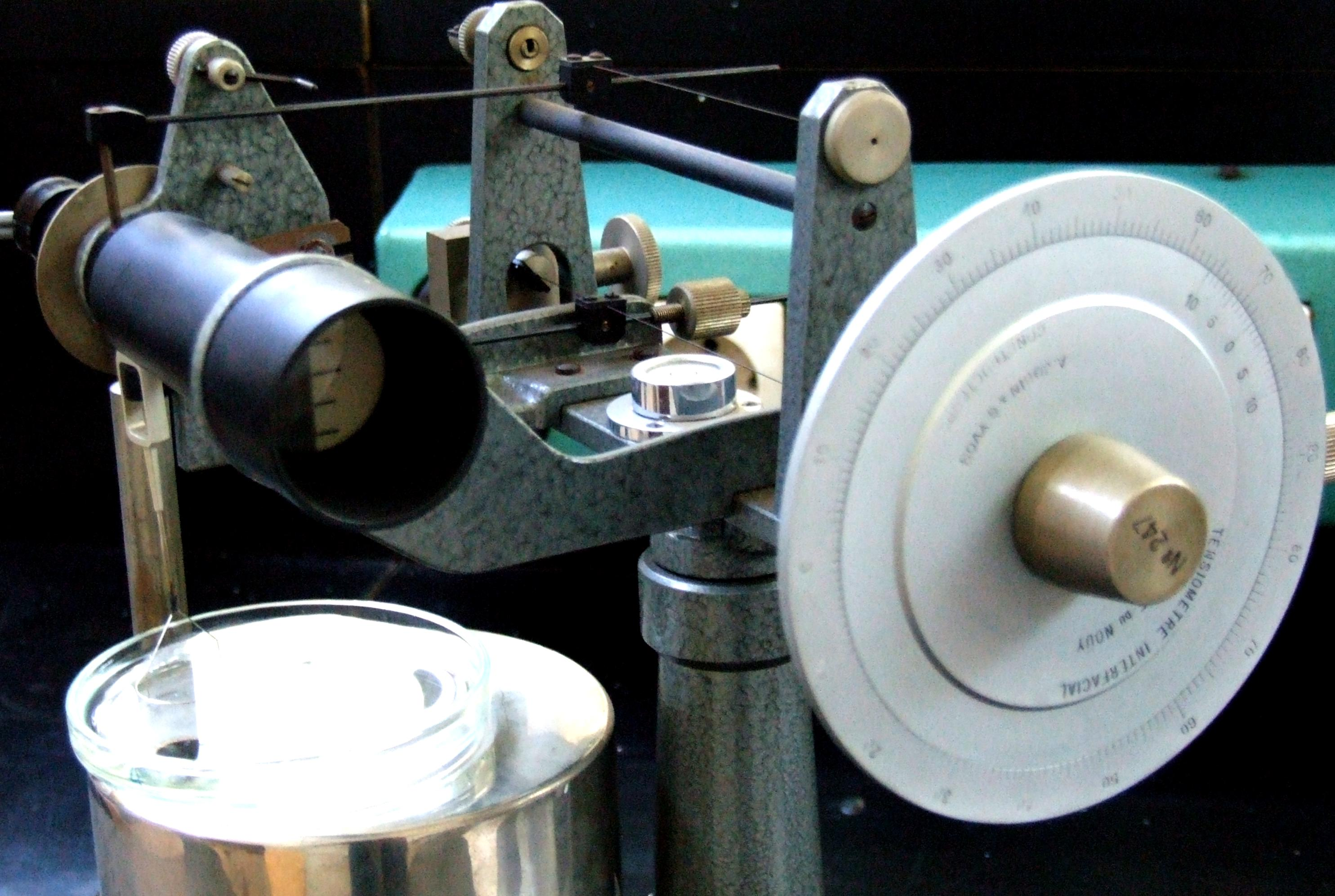
Тенсіометр П’єра Леконта дю Нуї.

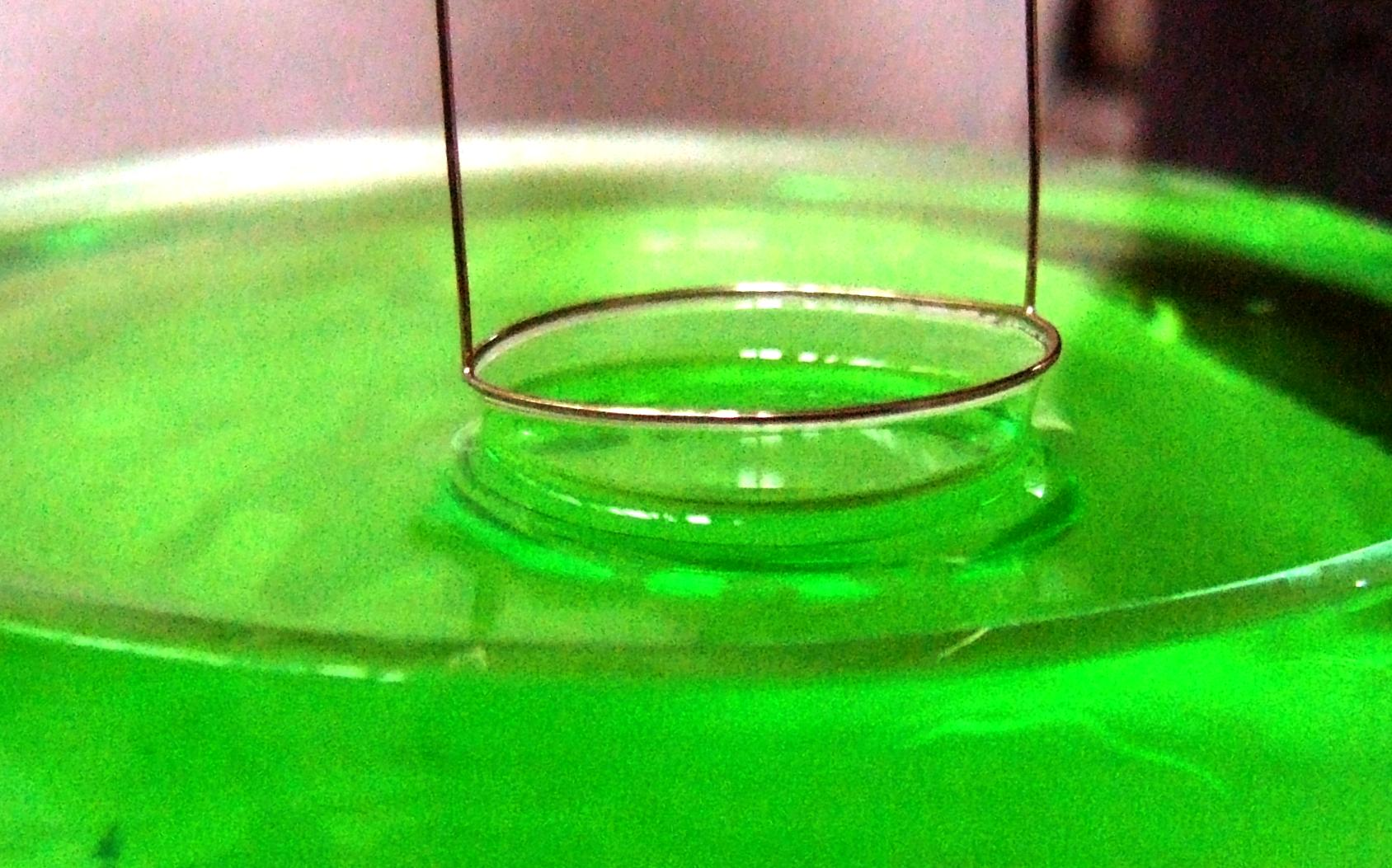
Дротяне кільце тенсіометра П’єра Леконта дю Нуї..

Тенсіометр (рос. тенсиометр; англ. tensiometer; нім. Tensiometer n) – лабораторний прилад, яким вимірюють поверхневий натяг рідини. Напр., у тенсіометрі дю Нуї (назва – на честь франц. біофізика П’єра Леконта дю Нуї) вимірювання величини поверхневого натягу здійснюється за допомогою дротяного кільця (так званий «метод відриву кільця»). Вимірюють силу відриву дротяного кільця від поверхні розділу «рідина-повітря». Сила відриву вимірюється в умовних одиницях, потім обчисленнями отримують значення поверхневого натягу у міліньютонах на метр (мН/м).

## Інтернет-ресурси
- Методи вимірювання поверхневого натягу